# En avant (club de football)
Ne doit pas être confondu avec En avant de Guingamp.
Pour les articles homonymes, voir En avant.
L'En avant est un club omnisports féminin parisien fondé en 1912 comprenant notamment une section de football féminin. Ce club est dissous à la fin des années 1930. 
Champion de France en 1920 dans une compétition réservée aux seuls clubs parisiens, l'En Avant est de nouveau sacré champion de Paris en 1921 devant le Fémina Sport. Après ce dernier titre, l'En Avant affronte les Sportives de Reims le 17 avril 1921 pour le titre de champion de France qui s'ouvrait alors aux clubs de province. L'En Avant s'impose 3-0 dans un stade bien garni. Les joueuses qui composaient cette équipe étaient: G. Laloz, Guille, Goetz, Rigal, Viani, Bigot, Massabuau, Bracquemond, Th. Laloz, Thomas, et Renou.
Parmi les 17 joueuses qui composèrent la première équipe de France féminine de football en 1920, sept évoluaient à l'En avant.

## Palmarès
- Champion de France FSFSF : 1920, 1921
- Coupe de l'Encouragement en 1920